# Huitang Zuxin
Huitang Zuxin (chiń. 晦堂祖心, pinyin Huìtáng Zǔxīn; kor. 회당조심 Hwedang Chosim; jap. Kaidō Soshin; wiet. Hổi Đường Tổ Tâm; ur. 1024, zm. 1100) – chiński mistrz chan z frakcji huanglong szkoły linji. Znany także jako Huanglong Zuxin (黃龍祖心).

## Życiorys
Huitang pochodził z prowincji Guangdong.
Opuścił dom w wieku 19 lat i praktykował w klasztorze Huiquan na górze Long. Jego pierwszym nauczycielem chanu był mistrz Yunfeng Wenyue. Po trzech latach praktyki, niczego nie osiągnąwszy, Huitang powiedział mistrzowi, że odchodzi z tego klasztoru. Yunfeng powiedział Musisz iść zobaczyć mistrza Huinana w Huangbo.
Huitang udał do wskazanego nauczyciela i praktykował pod jego kierunkiem przez 4 lata. Jednak w dalszym ciągu nie osiągnął ostatecznego zrozumienia i postanowił powrócić do Yunfenga. Okazało się, że mistrz już zmarł. Huitang pozostał więc w Shishuangu. Pewnego dnia przeczytał ustęp Mnich spytał mistrza chan Duofu „Co jest bambusowym laskiem Duofu?” Duofu odpowiedział „Jedna łodyga, dwie łodygi pochylone”. Mnich powiedział „Nie rozumiem”. Duofu powiedział zatem „Trzy łodygi, cztery łodygi krzywe”. Po przeczytaniu tych słów Huitang doświadczył wielkiego przebudzenia i uchwycił w pełni nauki swoich dwóch poprzednich nauczycieli.
Powrócił więc do Huinana. Gdy szykował się aby usiąść na poduszce, Huinan powiedział Już wszedłeś do mojego pokoju. Huitang podskoczył i powiedział Wielka sprawa jest zatem taka, więc dlaczego mistrz uczy uczniów Koanów i studiowania stu przypadków [z kolekcji gong’anów]? Huinan powiedział Gdybym ciebie nie uczył w ten sposób i byłbyś pozostawiony, aby osiągnąć miejsce nieumysłu swoim własnym wysiłkiem i swoim własnym potwierdzeniem, to wtedy utopiłbym ciebie.
Prochy po kremacji mistrza spoczęły w „stupie Powszechnego Oświecenia”.
Mistrz otrzymał tytuł pośmiertny „mistrz chan Drogocennego Oświecenia”.

## Znaczenie mistrza
Linia przekazu zapoczątkowana przez Huitanga okazała się główną linią przekazu frakcji huanglong. W XIII wieku została przeniesiona do Japonii przez mnicha Eisaia Myōana.

## Linia przekazu Dharmy zen
Pierwsza liczba oznacza liczbę pokoleń od Pierwszego Patriarchy chan w Indiach Mahakaśjapy.
Druga liczba oznacza liczbę pokoleń od Pierwszego Patriarchy chan w Chinach Bodhidharmy.
Trzecia liczba oznacza początek nowej linii przekazu w innym kraju.
- 38/11. Linji Yixuan (zm. 867) szkoła linji
  - 39/12. Xinghua Cunjiang (830–925)
    - 40/13. Nanyuan Huiyong (Paiying) (860–930)
      - 41/14. Fengxue Yanzhao (896–973)
        - 42/15. Shoushan Xingnian (926–993)
          - 43/16. Fenyang Shanzhao (947–1024)
            - 44/17. Ziming Chuyuan (Shishuang Chuyuan) (968–1039)
              - 45/18. Yangqi Fanghui (992–1049) szkoła yangqi
              - 45/18. Huanglong Huinan (1002–1069) szkoła huanglong
                - 46/19. Xuefeng Daoyuan (bd)
                - 46/19. Yungai Shouzhi (1025–1115)
                - 46/19. Yun’an Kewen (1025–1102) (także Baofeng, Letan i Zhenjing)
                  - 47/20. Juefan Huihong (1071–1128)
                  - 47/20. Doushuai Congyue (1044–1091)

                - 46/19. Zhaoxue Changzong (1025–1091) (także jako Donglin)
                  - 47/20. Dongpo Jushi (1036–1101) (poeta, znany jako Su Dongpo)

                - 46/19.?
                  - 47/20. Zhantang Wenzhun (1061/1066–1115)

                - 46/19. Huitang Zuxin (1024–1100)
                  - 47/20. Baofu Benquan (bd)
                  - 47/20. Caotang Shanqing (1057–1142)
                    - 48/21. Yetang Puchong (bd)

                  - 47/20. Huanglong Shixin (zm. 1139)
                  - 47/20. Sixin Wuxin (1044–1115)
                    - 48/21. Lingyuan Weiqing (zm. 1117)
                      - 49/22. Shouzhuo Changling (ok. 1060/1065-1130/1123)
                        - 50/23. Wushi Jiechen (ok. 1080–1150)
                          - 51/24. Xinwen Tanbi (Tanfen?) (ok. 1100–1170)
                            - 52/25. Xue’an Congjin (ok. 1115–1185)
                              - 53/26. Xu’an Huaichang (Huaibi) (ok. 1125–1195)
                                - 54/27/1. Eisai Myōan (1141–1225) Japonia. Szkoła rinzai.